# Desmiphora mirim
Desmiphora mirim là một loài bọ cánh cứng trong họ Cerambycidae.